# プロコンスル
プロコンスル（Proconsul）は、古代ローマにおける公職の一種である。前執政官、代理執政官などとも訳される。
同じく属州総督を担う官職にはプロプラエトル（前法務官）がある。

## 共和政期におけるプロコンスル
共和政において軍事最高指揮官でもあるコンスル（執政官）は任期が1年と定められていたため、戦争が長期にわたった場合は指揮官たるコンスルが戦争中に交代する事になり、軍事作戦の継続性や兵士の士気などの面で問題があった。そのため、コンスルの任期満了後も軍事指揮権を継続して行使できるよう、プロコンスルの制度が作られた。
その後ローマが覇権を握り、各地に属州を持つようになると、コンスルを任期満了で退任した者が、その後1～3年の間、プロコンスルとしてローマの属州総督として派遣された。プロコンスルが統治する属州はいくつか決まっており、各年の執政官の任期を終えた2名は、元老院の任命する属州に派遣された。どの属州に派遣されるかは、無作為に選ばれる場合もあれば、プロコンスルの職務に与る者同士で協議する場合もあった。なお、プラエトル（法務官）も任期後は同様にプロプラエトル（前法務官）として属州総督となった。

## 帝政期におけるプロコンスル
帝政期に入ると、皇帝はプロコンスルとして大きな権限を持った。皇帝は特例的かつ永続的に皇帝属州と呼ばれる属州すべてについてプロコンスル権限を持つことが、元老院の承認を得て合法的に認められていた。皇帝属州には一般的に1個以上のローマ軍団が駐留しており、皇帝は自らの属州を統治するために、軍団長や総督を任命して派遣した。なお、皇帝はプロコンスルの権限のほか、軍事的な支配権（インペリウム）・護民官特権・元老院の第一人者（プリンケプス）など、帝政を裏付けるさまざまな権限を併せ持っていた。
執政官を務めた者は法律上は依然として共和政の長官とはいえ現実の政治力を失ったが、それでもプロコンスルとして元老院属州と呼ばれる属州の一つの総督になることができた。5世紀初頭の帝国の訴訟に関する文献『ノティティア・ディグニタトゥム』にも、3人のプロコンスルについて記録がある。そこでは、複数の属州を統括する管区 (Roman diocese) の代理官 (vicarius) よりも権限があるように記載されている。なお、プロプラエトルについては、記載がまったくなくなっている。
プロコンスルが総督となった属州（元老院属州）は次のとおり。
- アカエア：現在のギリシア、ペロポネソス半島区域
- アフリカ：現在のアルジェリアおよびチュニジア北部（カルタゴ）
- アシア：現在の小アジア、アナトリア半島
- クレタ・キュレナイカ：クレタ島およびリビア北部
- ガリア・ナルボネンシス：現在の南フランスのラングドック、プロヴァンス区域
- ヒスパニア・バエティカ：現在のスペイン、アンダルシア州地方
- マケドニア：北部ギリシア。マケドニア、テッサリア近郊
- ポントゥスとビティニア：小アジアの黒海南岸区域
- シチリア：現在のシチリア島